# Klaus Auhuber
Temple de la renommée allemand :
Klaus Auhuber, né le 18 octobre 1951, est un joueur professionnel allemand de hockey sur glace qui évoluait en position de défenseur . Il est membre du Temple de la renommée du hockey allemand.

## Statistiques
| Saison    | Équipe        | Ligue      |    | Saison régulière | Saison régulière | Saison régulière | Saison régulière | Saison régulière |   | Séries éliminatoires | Séries éliminatoires | Séries éliminatoires | Séries éliminatoires | Séries éliminatoires |
| Saison    | Équipe        | Ligue      | PJ | B                | A                | Pts              | Pun              | PJ               | B | A                    | Pts                  | Pun                  |                      |                      |
| 1964-1965 | EV Landshut   | Bundesliga | 36 | 7                | 12               | 19               | 123              |                  |   |                      |                      |                      |                      |                      |
| 1979-1980 | EV Landshut   | Bundesliga | 36 | 7                | 12               | 19               | 123              |                  |   |                      |                      |                      |                      |                      |
| 1980-1981 | EV Landshut   | Bundesliga | 34 | 7                | 13               | 20               | 95               | 5                | 0 | 0                    | 0                    | 17                   |                      |                      |
| 1984-1985 | ECD Sauerland | Bundesliga | 21 | 8                | 1                | 9                | 64               |                  |   |                      |                      |                      |                      |                      |
| 1986-1987 | EV Landshut   | Bundesliga | 36 | 4                | 6                | 10               | 85               |                  |   |                      |                      |                      |                      |                      |